# Кубок світу з біатлону 2016—2017 — етап 3
Третій етап Кубка світу з біатлону 2016—17 відбувся в чеському місті Нове Место-на-Мораві, з 15 по 18 грудня 2016 року. До програми етапу включено 6 гонок: спринт, гонка переслідування та мас-старт у чоловіків та жінок,.

## Гонки
Розклад гонок наведено нижче.
| Дата      | Час       | Гонка                            |
| --------- | --------- | -------------------------------- |
| 15 грудня | 17:30 CET | Чоловіки, спринт, 10 км          |
| 16 грудня | 17:30 CET | Жінки, спринт на 7,5 км          |
| 17 грудня | 15:00 CET | Чоловіки, переслідування 12,5 км |
| 17 грудня | 17:40 CET | Жінки, переслідування 10 км      |
| 18 грудня | 11:45 CET | Чоловіки, мас-старт, 15 км       |
| 18 грудня | 14:15 CET | Жінки, мас-старт 12,5 км         |

### Чоловіки
| Гонка:                                                                         | Золото:               | Час               | Срібло:               | Час             | Бронза:                       | Час             |
| Спринт 10 км Протокол [Архівовано 20 грудня 2016 у Wayback Machine.]           | Мартен Фуркад Франція | 23:48.0 (0+1)     | Антон Шипулін Росія   | +1.6 (0+0)      | Еміль Гегле Свендсен Норвегія | +6.4 (0+1)      |
| Переслідування 12,5 км Протокол [Архівовано 20 грудня 2016 у Wayback Machine.] | Мартен Фуркад Франція | 32:53.6 (0+1+0+0) | Антон Шипулін Росія   | +30.2 (0+0+1+1) | Кентен Фійон Майє Франція     | +38.3 (0+0+0+0) |
| Мас-старт, 15 км Протокол [Архівовано 20 грудня 2016 у Wayback Machine.]       | Мартен Фуркад Франція | 36:18.9 (0+1+0+0) | Сімон Шемпп Німеччина | +8.3 (1+1+0+0)  | Антон Бабіков Росія           | +9.4 (0+0+0+1)  |

### Жінки
| Гонка:                                                                       | Золото:                  | Час               | Срібло:                  | Час            | Бронза:              | Час             |
| Спринт 7,5 км Протокол [Архівовано 20 грудня 2016 у Wayback Machine.]        | Тетяна Акімова Росія     | 21:58.9 (0+0)     | Анаїс Шевальє Франція    | +4.3 (0+0)     | Сюзан Данклі США     | +5.1 (0+0)      |
| Переслідування 10 км Протокол [Архівовано 20 грудня 2016 у Wayback Machine.] | Анаїс Шевальє Франція    | 30:38.1 (1+0+0+0) | Доротея Вірер Італія     | +9.5 (0+1+1+0) | Тетяна Акімова Росія | +19.4 (1+0+0+0) |
| Мас-старт 12,5 км Протокол [Архівовано 20 грудня 2016 у Wayback Machine.]    | Габріела Коукалова Чехія | 34:42.1 (0+1+0+0) | Лаура Дальмаєр Німеччина | +3.1 (2+0+0+0) | Доротея Вірер Італія | +9.7 (1+0+0+0)  |

## Досягнення
Перша перемога на етапах Кубка світу
Найкращий виступ за кар'єру
|  |  |

Перша гонка в Кубку світу
|  |  |